# Ola Toivonen
Nils Ola Toivonen [Tôjvônen], född 3 juli 1986 i Degerfors, är en svensk före detta fotbollsspelare som sist spelade för Malmö FF i Allsvenskan. Han gjorde 64 landskamper för det svenska landslaget innan han månaden efter VM-kvartsfinalen i Ryssland 2018 meddelade att landslagskarriären var över.

## Bakgrund
Ola Toivonens far Yrjö Toivonen (född 1951) kom till Sverige som barn från Finland, som en del av 1950-talets arbetskraftsinvandring till Sverige. Han spelade i Degerfors IF under Sven-Göran Eriksson och Tord Grip, och var senare ordförande i föreningen. Toivonen har en äldre bror, Petter Toivonen (född 1976), som i ungdomen värvades till Aris Thessaloniki, men nådde inga större framgångar som fotbollsspelare.

## Karriär

### Tidig karriär
Toivonen är fostrad i Degerfors IF, och utmärkte sig tidigt som en stor talang. Han spelade 41 ligamatcher och gjorde åtta mål under sin tid i klubben. Han värvades av Örgryte IS med tränaren Zoran Lukić inför säsongen 2006. Lukic sa då att Toivonen skulle vara given i ett A-landslag inom de två närmsta åren. Under säsongen 2006 med sin nya klubb Örgryte IS spelade Toivonen 25 (24 från start) av 26 matcher och gjorde 6 mål. Med dessa siffror vann han den interna skytteligan i laget i sällskap med Boyd Mwila. Laget slutade emellertid sist i Allsvenskan 2006. På Fotbollsgalan i november 2006 prisades Toivonen som Årets nykomling.
Inför säsongen 2007 värvades Toivonen till Malmö FF, som ersättare till den ständigt skadedrabbade Jari Litmanen. Toivonen blev även uttagen till svenska A-landslagets trupp för tre landskamper i Sydamerika i januari 2007. Han gjorde landslagsdebut den 14 januari 2007 i en match mot Venezuela.

### Utlandsproffs
I början av 2009 gick flyttlasset till holländska ligan och PSV Eindhoven där han gjorde den svenska landslagsmålvakten Andreas Isaksson sällskap.
Den 20 januari 2014 skrev Toivonen kontrakt med franska Stade Rennais FC i Ligue 1.
Den 28 augusti 2015 blev Toivonen utlånad till det engelska Premier League-laget Sunderland AFC. Det blev inga mål i Premier League, men två assist på 13 matcher och ett mål mot Manchester City i en match i Ligacupen. Mellan sommaren 2016 och sommaren 2018 spelade han för Toulouse FC i franska Ligue 1.
Toivonen avgjorde EM-kvalmatchen mot Nederländerna där han satte 3-2 målet till Sverige.
Toivonen avgjorde VM-kvalmatchen mot Frankrike på övertid den 9 juni 2017, då han satte 2-1 från halva planen. Under fotbolls-VM 2018 var Toivonen en del i startelvan i det lag som överraskande nådde kvartsfinal. Toivonen gjorde 1-0-målet mot Tyskland i den andra gruppspelsmatchen som Sverige efter ett sent avgörande förlorade. 

### Återkomst i Malmö FF
Den 8 juni 2020 blev Toivonen klar för en återkomst i Malmö FF, där han skrev på ett 2,5-årskontrakt. Han var med och vann sitt första SM-guld med klubben under säsongen 2020. I maj 2021 råkade Toivonen ut för en knäskada, vilket gjorde att han missade resten av säsongen. I oktober 2022 meddelade han att han skulle avsluta sin professionella karriär efter säsongen.

## Privatliv
Ola Toivonen är gift med Emma Herbring som har spelat för LdB FC. Paret har två barn.

## Meriter
PSV Eindhoven
- KNVB Cup: 2011/2012
- Johan Cruijff Schaal: 2012

Malmö FF
- Allsvenskan: 2020, 2021

Sverige U21
- U21-EM: Brons 2009

Individuellt
- Årets nykomling: 2006
- Stor Grabb: 2012[17]

## Säsongsfacit

### Seriematcher / mål
- 2017/18: 23 / 0
- 2016/17: 35 / 7
- 2015/16: 13 / 0
- 2014/15: 30 / 7
- 2013/14: 29 / 8
- 2012/13: 17 / 8
- 2011/12: 33 / 18
- 2010/11: 28 / 15
- 2009/10: 33 / 13
- 2008/09: 14 / 6
- 2008: 27 / 14
- 2007: 24 / 3
- 2006: 25 / 6
- 2005: 27 / 5

### Landskamper / mål
- 2018: 5 / 1 (A)
- 2017: 7 / 1 (A)
- 2016: 3 / 1 (A)
- 2015: 5 / 1 (A)
- 2014: 5 / 2 (A)
- 2013: 6 / 0 (A)
- 2012: 8 / 2 (A)
- 2011: 9 / 2 (A)
- 2010: 8 / 2 (A) - lämnat U21 på grund av ålder
- 2009: 9 / 4 (U21), 2 / 0 (A)
- 2008: 10 / 3 (U21), 0 / 0 (A)
- 2007: 8 / 5 (U21), 2 / 0 (A)
- 2006: 1 / 1 (U21)